# Tàu bay Clonmacnoise

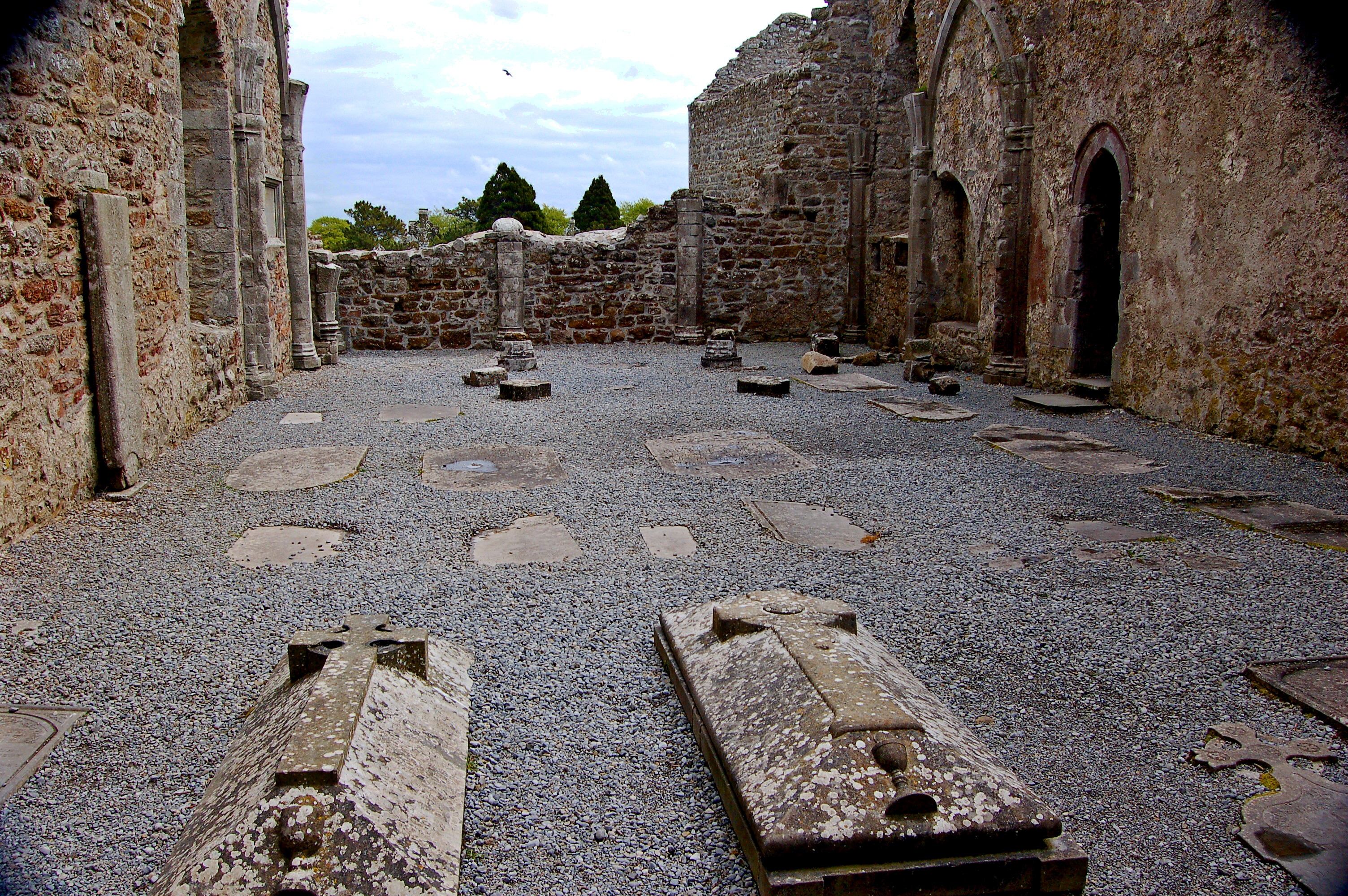
Bên trong nhà thờ chính tòa ở Clonmacnoise

Khinh khí cầu Clonmacnoise là chủ đề của một giai thoại lịch sử liên quan đến nhiều nguồn tư liệu thời Trung Cổ.  Mặc dù theo lời kể ban đầu như trong biên niên sử của Ireland chỉ đơn giản đề cập đến sự xuất hiện của những con tàu cùng với thủy thủ đoàn của họ trên bầu trời Ireland vào thập niên 740, nhưng các tài liệu sau này trong suốt thời Trung Cổ đã dần dần mở rộng câu chuyện này với các chi tiết đẹp như tranh vẽ. Trước tiên, theo lời mô tả từ nguồn tài liệu này thì các con tàu nêu trên bị giảm bớt chỉ còn lại một con tàu qua Teltown, có thủy thủ đoàn nọ đã ném rồi thu hồi một cây giáo đánh cá. Sau đó, bối cảnh chuyển sang tu viện Clonmacnoise rồi mới tới nước Anh, và chiếc giáo đánh cá được đổi thành một chiếc mỏ neo mắc vào một số bộ phận của nhà thờ. Người thủy thủ trèo xuống để thả nó cũng được cho là có nguy cơ chết đuối trong bầu không khí dày đặc hơn của thế giới dưới này.  Câu chuyện này từng được Seamus Heaney kể lại trong một bài thơ nổi tiếng in trong tập thơ Seeing Things ra mắt năm 1991 của ông.